# Антенна-банка

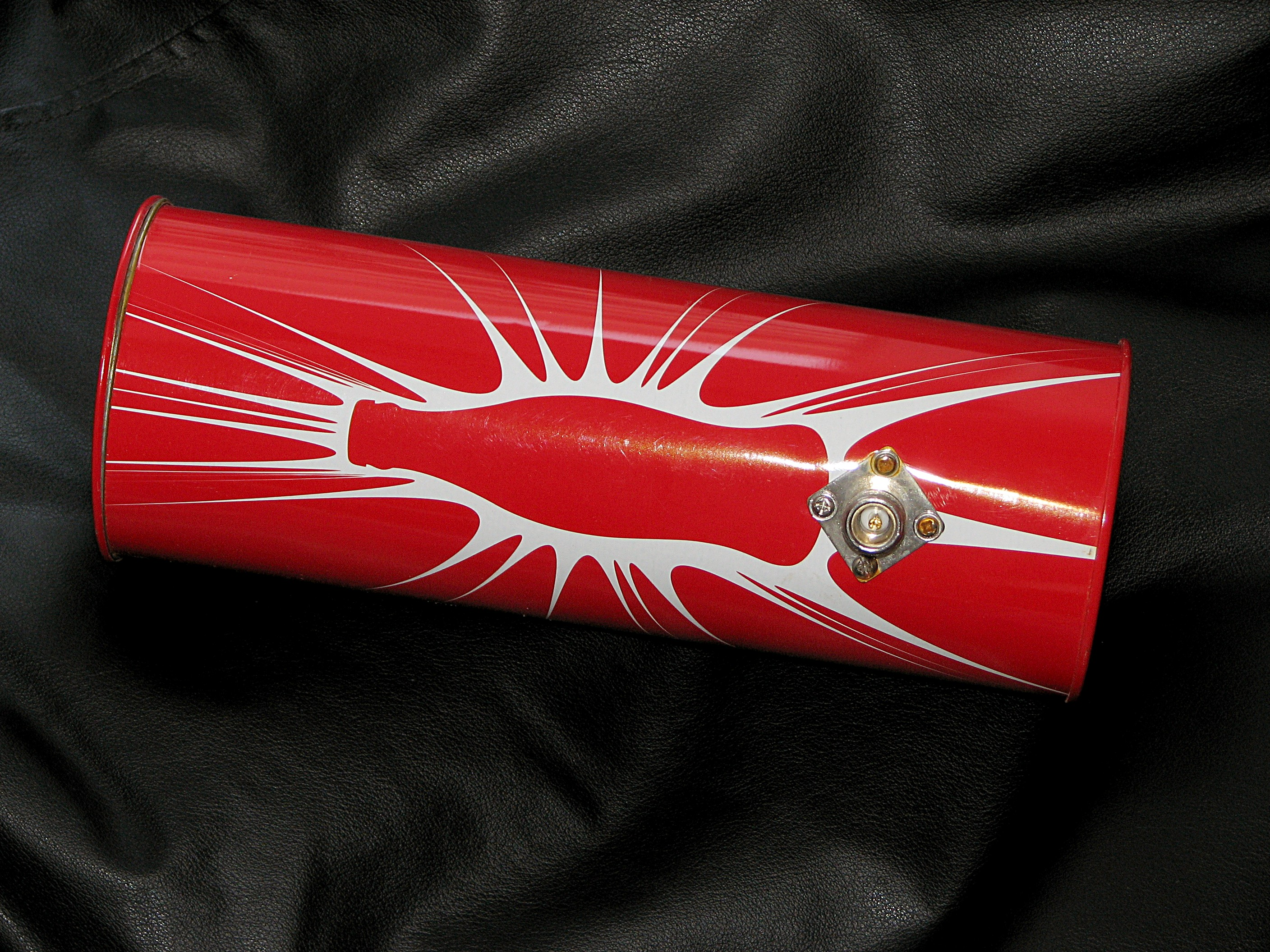
Бантенна

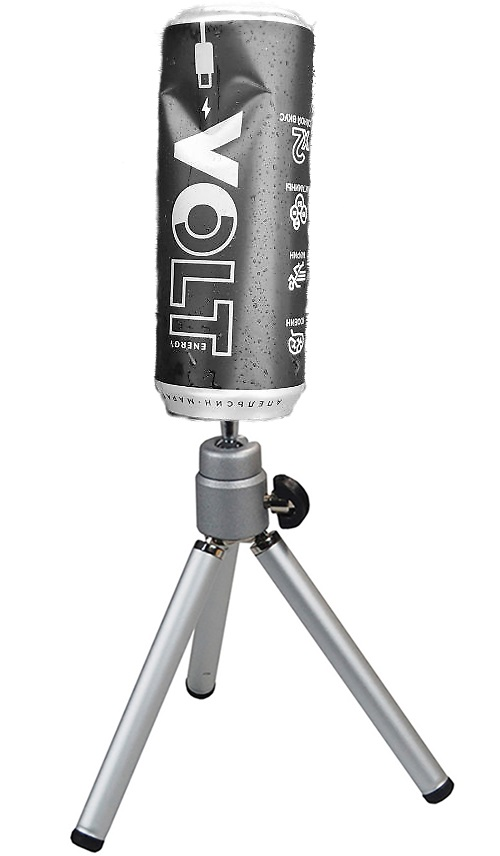
бантенна

Анте́нна-ба́нка (банте́нна, банкте́нна, англ. cantenna) — название направленной антенны-волновода, изготовленной в домашних условиях из подходящей жестяной банки. Обычно используется для увеличения радиуса действия беспроводных устройств.

## Конструкция
Баночная антенна состоит из:
- Жестяной банки диаметром 100…120 мм и длиной не менее 130 мм. Хорошо зарекомендовали себя банки из-под консервированных компотов.
- Приборного (устанавливаемого в корпус) разъёма. Традиционно используется гнездо N-типа.
- Излучателя. Его функцию обычно выполняет кусок толстого провода длиной около 40 мм.

## Методика изготовления
В стенке банки делается отверстие, центр которого находится на расстоянии 1/4 длины волны, соответствующей критической частоте, от дна банки (распространённая ошибка — отмерить его от края бортика). В это отверстие монтируется разъём с припаянным к его центральному контакту излучателем. Для работы на частоте 2.4 ГГц конец излучателя должен находиться на расстоянии 31 мм от стенки банки — при необходимости его можно укоротить бокорезами.

## Настройка
Правильно собранная антенна настройки не требует, но для безупречной работы (при установке) антенну нужно хорошо выравнивать.

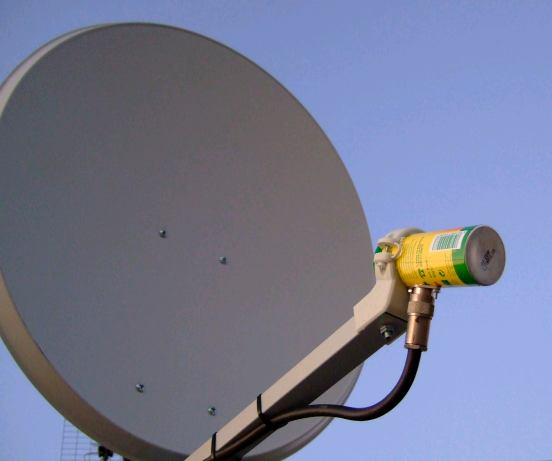
Антенна